# جوني هنت
جوني هنت (بالإنجليزية: Johnny Hunt)‏ (23 أغسطس 1990 بليفربول في المملكة المتحدة - ) هو لاعب كرة قدم بريطاني في مركز الدفاع. شارك مع منتخب إنجلترا لكرة القدم C ‏. أما مع النوادي، فقد لعب مع كامبريدج يونايتد ونادي ريكسهام وChester F.C. ‏.

## وصلات خارجية
- جوني هنت على موقع قاعدة بيانات كرة القدم.إي يو (الإنجليزية)
- جوني هنت على موقع Soccerbase.com (لاعب) (الإنجليزية)
- جوني هنت على موقع Soccerway.com (الإنجليزية)